# Henri Bonamy

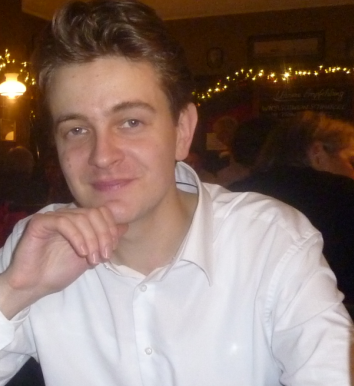
Henri Bonamy

Henri Bonamy (* 14. Dezember 1979 in Hannover) ist ein französischer Pianist und Dirigent.

## Leben und Wirken

### Kindheit und Studium
Bonamy stammt aus einer Musikerfamilie. Die Mutter ist eine aus der rumänischen Stadt Brașov (Kronstadt) stammende Geigerin und sein Vater ein französischer Kulturattaché. Nach dem Umzug nach Paris begann der sechsjährige Bonamy in Versailles mit dem Klavierunterricht. 1991 gewann er als in Paris mit Mozarts Klavierkonzert A-Dur KV 414 den ersten Preis beim Concours européen de Maisons-Laffitte in der Kategorie „Junge Solisten“ und spielte anlässlich des Mozartjahres im Théâtre Grévin am Boulevard Montmartre die Titelrolle im Musikschauspiel „Mozart Enfant“. Im selben Jahr erhielt er als jüngster Teilnehmer ein Stipendium der Internationalen Stiftung Mozarteum (ISM) und ging nach Salzburg. Am Mozarteum begegnete er zum ersten Mal Dmitri Alexandrowitsch Baschkirow, bei dem er später studierte.
Bei seinem Musikstudium wurde er besonders durch die französische und russische Klavierschule geprägt. Bonamy studierte von 1996 bis 1999 bei Jacques Rouvier, Brigitte Engerer, Christian Ivaldi und Théodor Paraskivesco am Conservatoire de Paris (CNSMDP). Dort schloss er sein Studium mit dem Diplôme de Formation Supérieure (DFS) ab. Anschließend setzte er als Stipendiat der Isaac-Albeniz-Stiftung sein Klavierstudium Escuela Superior de Música Reina Sofía in Madrid bei Dmitri Bashkirov, Galina Eghiazarova und Claudio Martínez Mehner fort. Nach einem Jahr wurde er zum besten Klavierstudenten gewählt und Königin Sophia von Spanien vorgestellt. Mit einem Stipendium des Deutschen Akademischen Austauschdienstes studierte er ab 2003 an der Hochschule für Musik und Theater München bei der russischen Pianistin Elisso Wirssaladze und erhielt drei Jahre später ein Meisterklassendiplom mit Auszeichnung im Fach Klavier.
Prägende Einflüsse erhielt Bonamy insbesondere auch von dem Pianisten Radu Lupu sowie von Stephen Kovacevich. Parallel zu seiner Klavierausbildung studierte Bonamy von 2002 bis 2007 Orchesterdirigieren an der Musikhochschule München bei Bruno Weil. Sein Abschlusskonzert dirigierte er 2007 mit den Münchner Symphonikern. Auch das Meisterklassenpodium bestand er mit Auszeichnung. Für seine beiden herausragenden Abschlüsse erhielt er den „Kulturpreis Bayern“.

### Wirken als Pianist
Bei den Festspielen in Mecklenburg-Vorpommern 2002 trat Bonamy in Kammermusikkonzerten mit der Geigerin Julia Fischer und dem Cellisten Alban Gerhardt auf. Anlässlich des „Menuhin-Festivals“ konzertierte er mit im selben Jahr in Gstaad.
Sein Orchesterdebüt mit den Hamburger Symphonikern unter der Leitung von Andrey Boreyko gab er 2003. Als Solist konzertierte er unter anderem bei den Ludwigsburger Schlossfestspielen, bei Konzertserien bei den Hong Konger Festspielen, beim „Young Artists International“ in Los Angeles, am Auditorio Nacional de Música von Madrid, am Bukarester Athenäum, bei den Fêtes Romantiques de Nohan in Berry, beim ProQuartet in Fontainebleau, in der Salle Molière in Lyon und im Auditorium du Louvre in Paris. Er arbeitete dabei mit Dirigenten wie Jesús López Cobos, Ilarion Ionescu-Galați und Andrey Boreyko zusammen.
Seine Konzerte in Paris wurden mitunter vom Fernsehsender France 2 übertragen. Dabei trat er sowohl als Solist als auch als Klavierpartner mit dem Baritonisten Thomas Dolié anlässlich der Victoires de la Musique Classique auf. Zu seinen Kammermusikpartnern zählen unter anderem  Julia Fischer, Daniel Müller-Schott, Wen-Sinn Yang, Zheng Wenxiao, Rudens Turku und Alexander Sitkovetsky.
Das 2010 gegründete Duo „Lilian Akopova & Henri Bonamy“ bestand bis 2015 und konzertierte im In- und Ausland. Beide leiteten 2011 das Kammermusikfestival in München sowie über mehrere Jahre die „Klassik & Jazztage“ in Hinterzarten im Schwarzwald.

### Wirken als Dirigent
Bonamy war zunächst Assistent von Bruno Weil bei der Cappella Coloniensis in Köln. 2006 gab er in Deutschland sein Dirigentendebüt mit den Münchner Symphonikern bei der „Langen Nacht der Musik“ in der bayerischen Landeshauptstadt. Ein Jahr später dirigierte er erneut die Münchner Symphoniker.
Er stand u. a. am Pult des Georgischen Kammerorchesters Ingolstadt, der Nürnberger Symphoniker, des Sarajishvili Staatsorchesters in der georgischen Hauptstadt Tiflis mit Elisso Wirssaladze als Solistin. Er leitete Opernproduktionen wie Mozarts „Hochzeit des Figaros“ in Braşov (Rumänien) und Purcells „Dido and Aeneas“ an der Bayerischen Theaterakademie August Everding im Münchner Prinzregententheater. Seit September 2011 leitet Bonamy das Münchner Jugendorchester der Bayerischen Philharmonie e.V. und ist Gastdirigent des „INDEX Ensembles“ von München. Und im November 2018 hat er die Leitung des Philharmonischen Orchester Isartal übernommen. Dabei setzte er sich gegen 50 Bewerber durch.

### Lehrauftrag
Bonamy lehrt seit 2008 an der Hochschule für Musik und Theater München sowie seit 2010 an der Bayerischen Theaterakademie August Everding.

### Privates
Er lebt in München und hat zwei Söhne (* 2008 und * 2011).

## Repertoire
Bonamys Repertoire umfasst alle Stilepochen der deutschen, französischen und russischen Klavierliteratur bis hin zur modernen und zeitgenössischen Musik. Er engagiert sich insbesondere für junge Komponisten, wie seine Uraufführungen der Werke von Arash Safaian (* 1981), Johannes X. Schachtner (* 1985) und Henrik Ajax (* 1980) dokumentieren. 2006 titelte die französische Musikzeitschrift „Classica“ « Henri Bonamy : L’élégance européene » und widmete ihm eine CD mit seinen Konzertbeiträgen. Anlässlich des Chopin-Jubiläums 2010 nahm Bonamy an der Fernsehaufzeichnung des Chopin-Gesamtwerkes von France Télévisions im Salle Pleyel von Paris teil. Zudem dokumentierten Radiosendungen auf France Musique, Bayern 4 Klassik und Kulturradio sein künstlerisches Schaffen.

## Diskografie
Einspielungen mit der Geigerin Julia Fischer auf ihrer 2017 gegründeten Online-Plattform „JF Club“
- Violinsonate Op. 11 von Eugène Ysaye gewidmet Mathieu Crickboom (2017)
- Impromptu concertant von Eugène Ysaye / George Enescu (2017)
- Habanera von Eugène Ysaye / Manuel Quiroga (2017)
- Präludium und Allegro (im Stile von Pugnani) von Eugène Ysaye / Fritz Kreisler (2017)

Klavieraufnahmen
- Werke von Brahms und Schubert (2008), Genuin classics
- Werke von Moussorgsky und Debussy (2009), Genuin classics

## Preise
- 1991: 1. Preis beim „Concours européen de Maisons-Laffitte ‚Junge Solisten’“ in Paris
- 1991: 1. Preis beim Internationalen F.L.A.M.E-Klavierwettbewerb in Paris
- 1992: 1. Preis beim Internationalen Steinway-Klavierwettbewerb ‚Junge Talente‘ in Paris
- 1994: 1. Preisträger beim Klavierwettbewerb Steinway, „Concours franco-italien“ in Saint-Germain-en-Laye bei Paris
- 1996: 1. Preis beim Internationalen Klavierwettbewerb „Ervin Nyíregyházi“ in Takasaki, Japan
- 2002: 3. Preis beim Internationalen Klavierwettbewerb „Alessandro Casagrande“ in Terni, Italien
- 2006: Mitglied des „Déclic“, des von „Cultures France“ und „Radio France“ gegründeten Förderprogramms junger Preisträger
- 2006: Sonderpreis des Internationalen Musikwettbewerbs von Genf
- 2007: „Kulturpreis Bayern“ der E.ON Bayern AG